# Varpusenlinna (ö i Päijänne-Tavastland)
Varpusenlinna är en ö i Finland. Den ligger i sjön Päijänne och i kommunerna Padasjoki och Kuhmois och landskapen  Päijänne-Tavastland och Mellersta Finland, i den södra delen av landet, 150 km norr om huvudstaden Helsingfors. Öns area är 0,6 hektar och dess största längd är 170 meter i sydöst-nordvästlig riktning.